# Авалон Вейстніс
Авалон Вейстніс (англ. Avalon Wasteneys; нар. 31 серпня 1997) — канадська веслувальниця, олімпійська чемпіонка 2020 року, срібна призерка Олімпійських ігор 2024 року.

## Виступи на Олімпіадах
| Олімпіада  | Дисципліна | Місце |
| ---------- | ---------- | ----- |
| Токіо 2020 | вісімки    | 1     |
| Париж 2024 | вісімки    | 2     |

## Зовнішні посилання
- Авалон Вейстніс на сайті World Rowing (англійська)
- Авалон Вейстніс на сайті Olympics.com (англійська)
- Авалон Вейстніс на сайті Olympedia (англійська)
- Авалон Вейстніс на сайті Canadian Olympic Committee (англійська)